# البيت الإفريقي

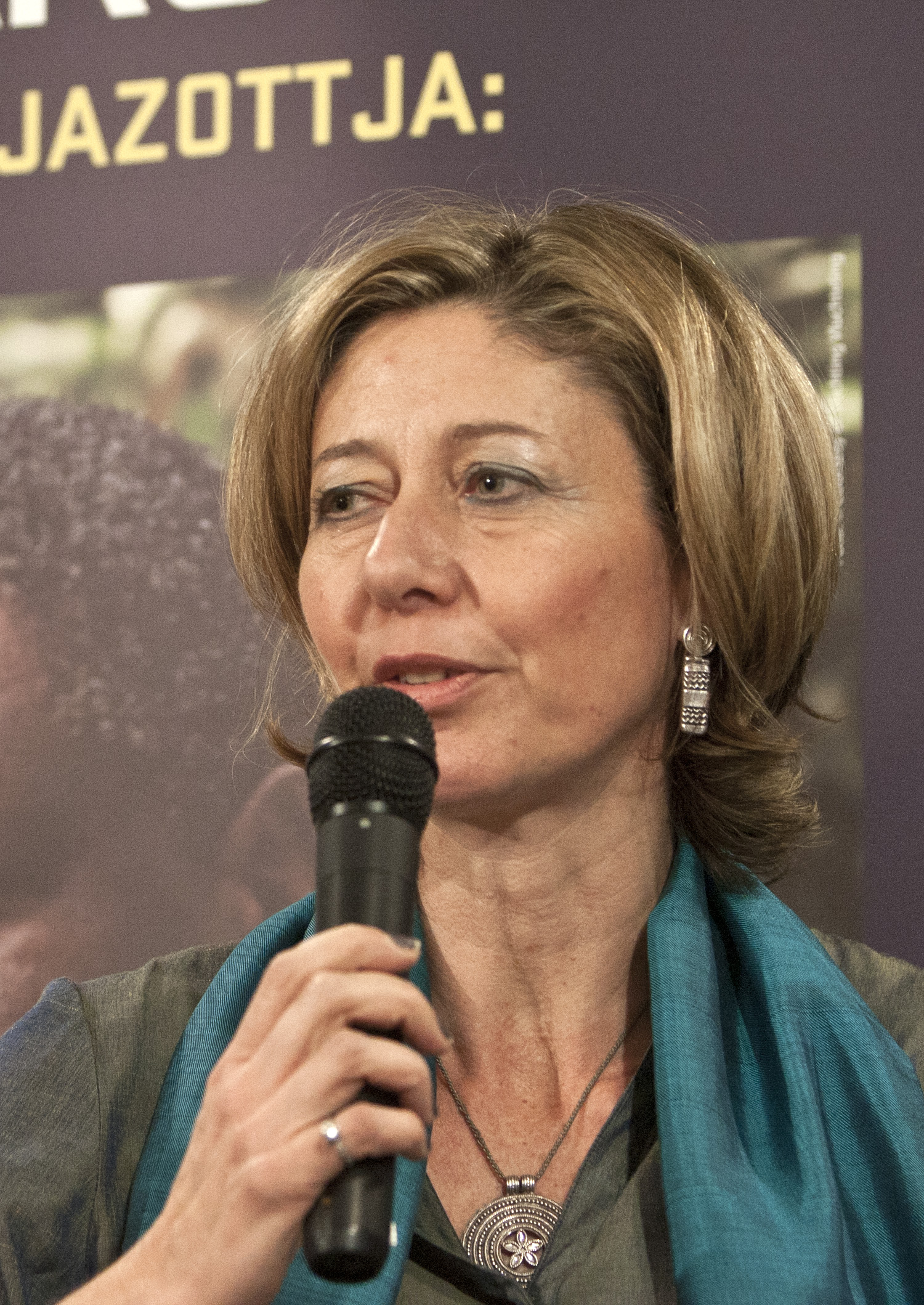
الصحفية والكاتبة البريطانية كريستينا لامب مؤلفة الكتاب

البيت الأفريقي هو كتاب سيرة ذاتية للصحفية والكاتبة البريطانية كريستينا لامب، قامت بتأليفه في عام 1999. يحمل الكتاب عنوان «القصة الحقيقيه لرجل إنجليزي وحلمه الأفريقي». نشر الكتاب للمرة الأولى في لندن من قبل فايكنك بينجين في عام 1999.

## القصة
القصة هي بوابة لحياة جندي من أوائل الجنود البيض المستقرين في أفريقيا، سياسي ومؤيد ومدافع شرس عن وجوب حرية واستقلال الأفريقي ستيوارت جور براون أثناء بناء شيوانيجادو في رودسيا الشمالية، زامبيا الآن. كما تم ذكر حفيد جور براون بالقصة في عام 1996 في لوساكا. يستشهد الكتاب بمذكرات جور براون، خطاباته، أوراقه الشخصية والصور. كما قامت لامب بإجراء مقابلات مع عائلته وأصدقائته لتوثيق حياته الشخصية.

## النقد
يميل النقاد إلى وصف الكتاب وصفا إيجابيا، فعلى سبيل المثال وصفت جريدة سياتل تايمز الكتاب بأنه:
«وصف ساطع لزمن، مكان، رجل، سياسه بلدين».
كما وصفته جريد الإندبينداتن بأن قائله:
«بين ضفتي هذا الكتاب قصه رائعة»
ولكنها نقدت لامب على وضع مشاعر معقده في شخصياتها وقالت أيضا:
«العديد من الصور صغيره الحجم بدرجه لا تجعل من السهل التعرف عليها».
وصفت مجلة كيركوس ريفو الكتاب بأنه «ملحمه عاطفية عن شغف رجل وأنها اقل ضررا من الباقي». لم تكن جريدة نيوستيتسمان عن الكتاب ببعيده، حيث قام جراهام بيونتون بنقد الكتاب بإيجابيه قائلا عنه:
«كتاب مهم، فلامب لم تكتفي بسرد قصه حياه شخصيه غير عاديه وحسب، بل ساعدت في توضيح مكان الرجل الأبيض في المجمتع الأفريقي».
أما مجلة الناشرين الأسبوعيه فقد أعطت نقدا مزدوجا إيجابيا بدرجه كبيره للكتاب وسلبيا على لامب. حيث صرحت أن الكتاب «شيق ومصاغ جيدا». بينما لامت لامب على خلق مشاعر معقده لشخصياتها، «لذلك قد تبدو القصة كروايه رومانسية في بعض الأحيان».
تعمدت لامب عدم التركيز على تاريخ المنزل إشاره على غياب تأثير الإمبراطورية البريطانية.

## وصلات خارجية
- نبذه عن كتاب البيت الأفريقي
- صفحة الكتاب على موقع جودريدز
- الموقع الشخصي لكريستينا لامب.
- حوار مع كريستينا لامب عن كتبابها البيت الأفريقي.
- إيجاد الأمل في أحلك المواقف- البيت الأفريقي- تيد.